# 口令

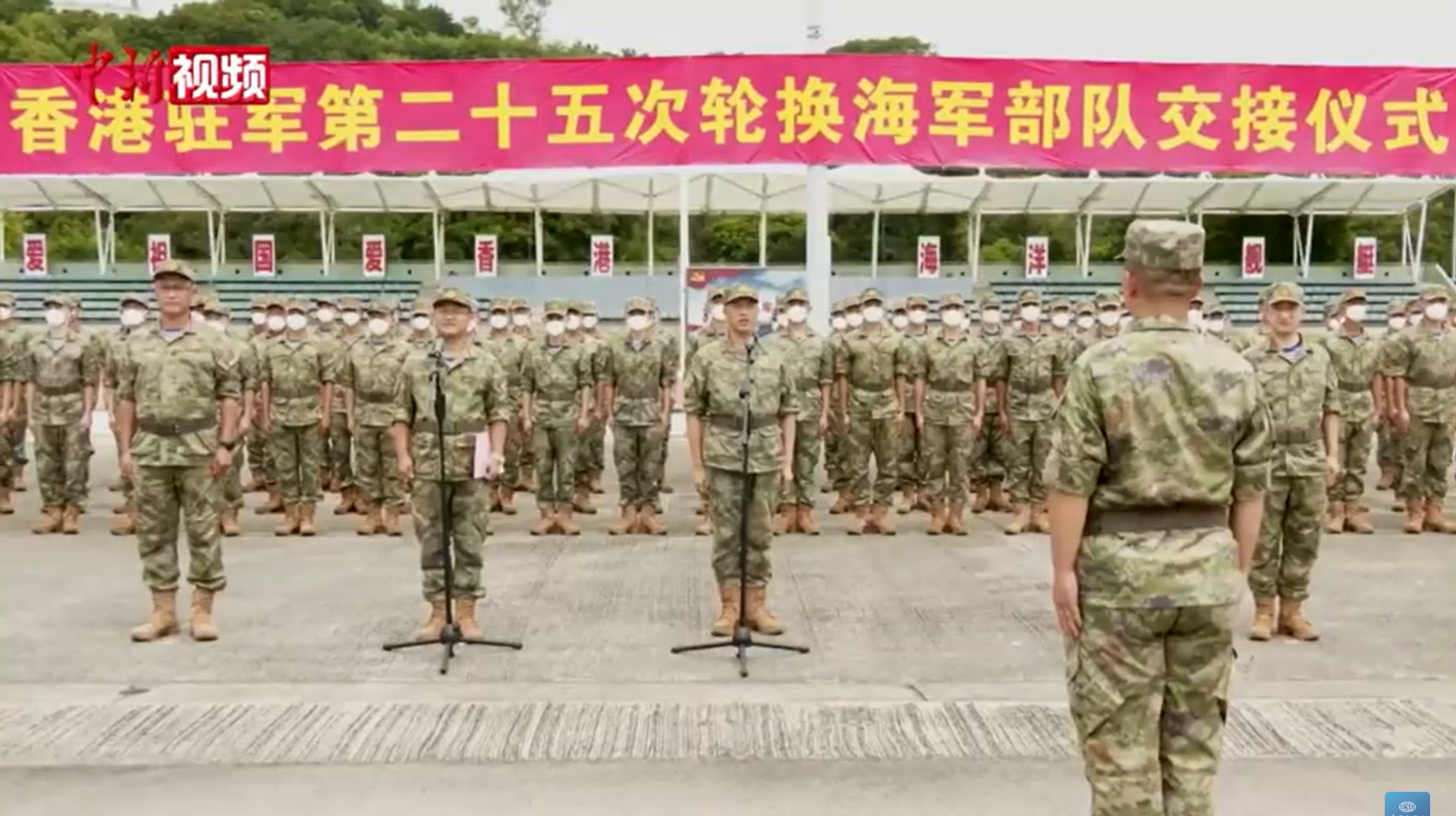
一名解放军驻港部队军人正在以口令下达指令

口令是指一系列在作戰、軍隊操練或體操中由指揮人員所下达的口头命令，一般由简要的短语组成。口令通常用于行进中的团体，最常用于军事步操或军乐队。口令通常可在涉及一国武装部队的现役人员、预备役人员和退伍军人，以及公共安全部门和青年制服组织的重大活动中听到。

## 常见口令
- 「集合」
- 「解散」
- 「立正」
- 「坐正」
- 「稍息」
- 「跨立」
- 「敬禮」/「禮畢」
- 「向右/左看——齊」
- 「向前看」
- 「報數」
- 「向左/右/後轉」
- 「恢復」
- 「原地踏步——走」
- 「原地跑步——走」
- 「齊步——走」
- 「正步——走」
- 「跑步——走」
- 「立定」
- 「向國旗敬禮」